# 金日成金正日肖像
自1948年建国以来，金日成相关的艺术作品在朝鲜民主主义人民共和国很普遍（类似于苏联的约瑟夫·斯大林和中华人民共和国的毛泽东）。自1970年代起，朝鲜民主主义人民共和国政府规定在住所必须悬挂金日成肖像（当局称作太陽像）。此后，该规定已在某些公共场所（例如工厂、机场、火车站以及铁路和地铁车厢）具有强制性。1970年代末以后，金正日肖像就一直挂在金日成肖像旁。金正恩肖像于2018年正式公布，並於2024年5月22日，在朝鮮中央通訊社報道朝鮮勞動黨黨校竣工儀式所拍攝的圖片集錦當中，首度與金日成金正日肖像並列。
肖像放置和维护的规则极其复杂且不固定。在家里，画像应放在起居室中最突出的墙壁上，上面不得放置任何物品，且须置于最高处并呈斜角放置。重要的是要經常清理這些畫像，并且会受到当局的抽检（一般情况下，这是妇女的责任）。

## 历史

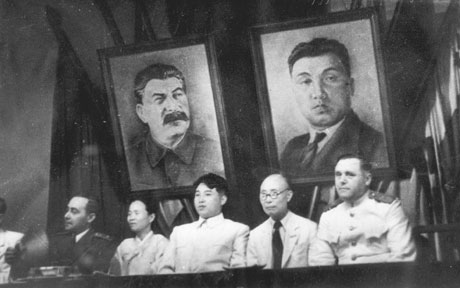
1946年北朝鲜劳动党第一次代表大会期间，金日成肖像悬挂于在斯大林肖像旁

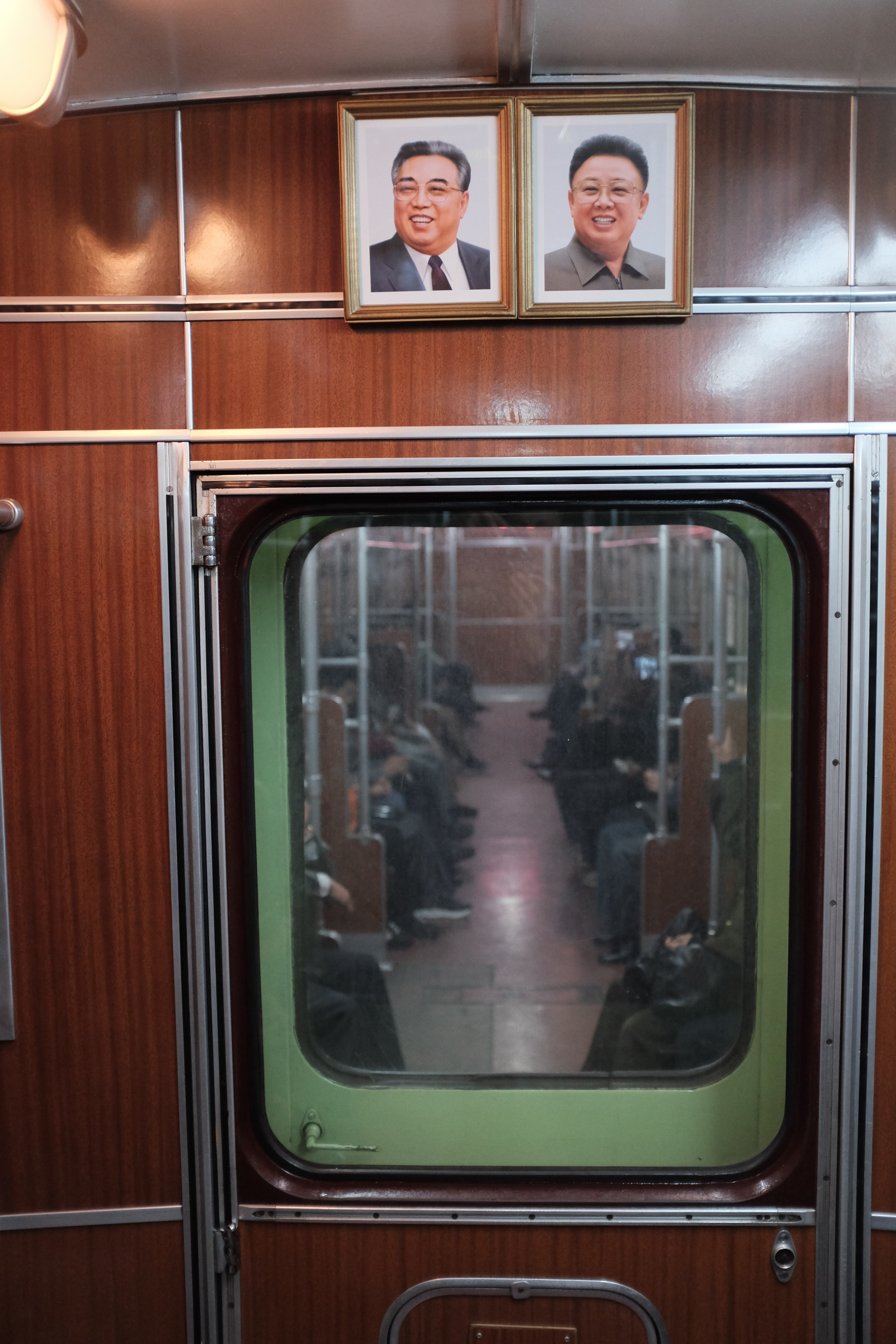
平壤地鐵上的肖像

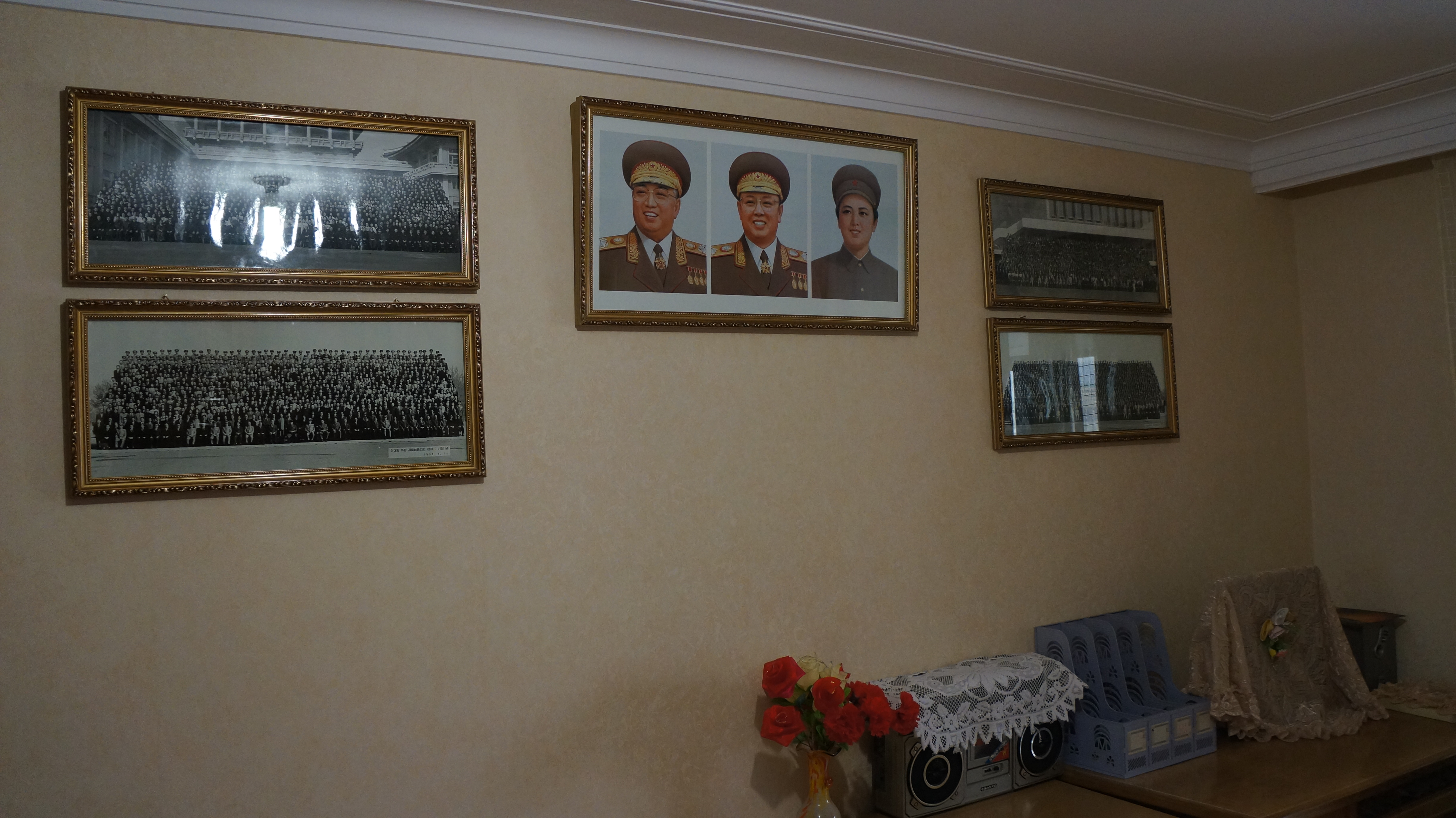
金日成、金正日和金正淑的肖像

自1940年代以来，金日成相关的艺术作品在朝鲜很普遍。（参考苏联的斯大林肖像和中华人民共和国的毛泽东肖像）。在1970年代，朝鲜政府规定在住所必须悬挂金日成肖像。它们由政府统一分发，并指示人们在客厅里悬挂它们。 到1972年金日成诞辰60周年之际，朝鲜的领导人画像总数超越了苏联和中华人民共和国。 1972年，该规定的适用范围扩大到所有工厂，机场和火车站。
十年后，朝鲜人被要求在金日成画像旁边悬挂金正日画像 （虽当时尚无对金正日的个人崇拜）。 原因是金正日基本上已經被認定為金日成的繼承人。这些非正式命令以便朝鲜宣称民众自发支持金正日。到1980年左右，每个办公室和家庭都悬挂了两幅肖像。在1980年代，规定的适用范围扩大到铁路和地铁车厢（由于未知原因，巴士和有轨电车不受此限）。自1990年代初以来，金正日肖像与金日成画像格式已统一，并颁布画像标准以让两张画像可以并排显示。1990年代，当局颁行第三种肖像，该画像描绘了金正日和金日成参与有关国家管理的讨论。高级官员持有另一版本，此版本绘有金日成的第一任妻子、金正日之母金正淑。但官方版本不提供此图。肖像的重要性在近年逐渐减弱。
金日成的形象随着年龄增长和政治风向的变动而变化：1960年代早期的肖像中，他穿着人民服，表情严肃；而1980年代的肖像则将他描绘成西服。去世后，金正日亲自选择了金日成于1984年6月24日视察西海水闸的照片，这张照片笑容可掬。金正日说：“我国人民看到笑容满面的主席画像，就会觉得主席永远和我们在一起。”他去世多年后，他开始出现大元帥军服中。金正日形象亦参考毛泽东进行绘制。在金正恩的统治下，肖像进一步规范化。2018年11月，在古巴国家主席米格尔·迪亚斯·卡内尔访问平壤期间，当局首次公布了金正恩肖像。
朝鲜问题专家安德烈·兰科夫指出，肖像相关规定经常变动，使其以“善变”著称。

## 公示

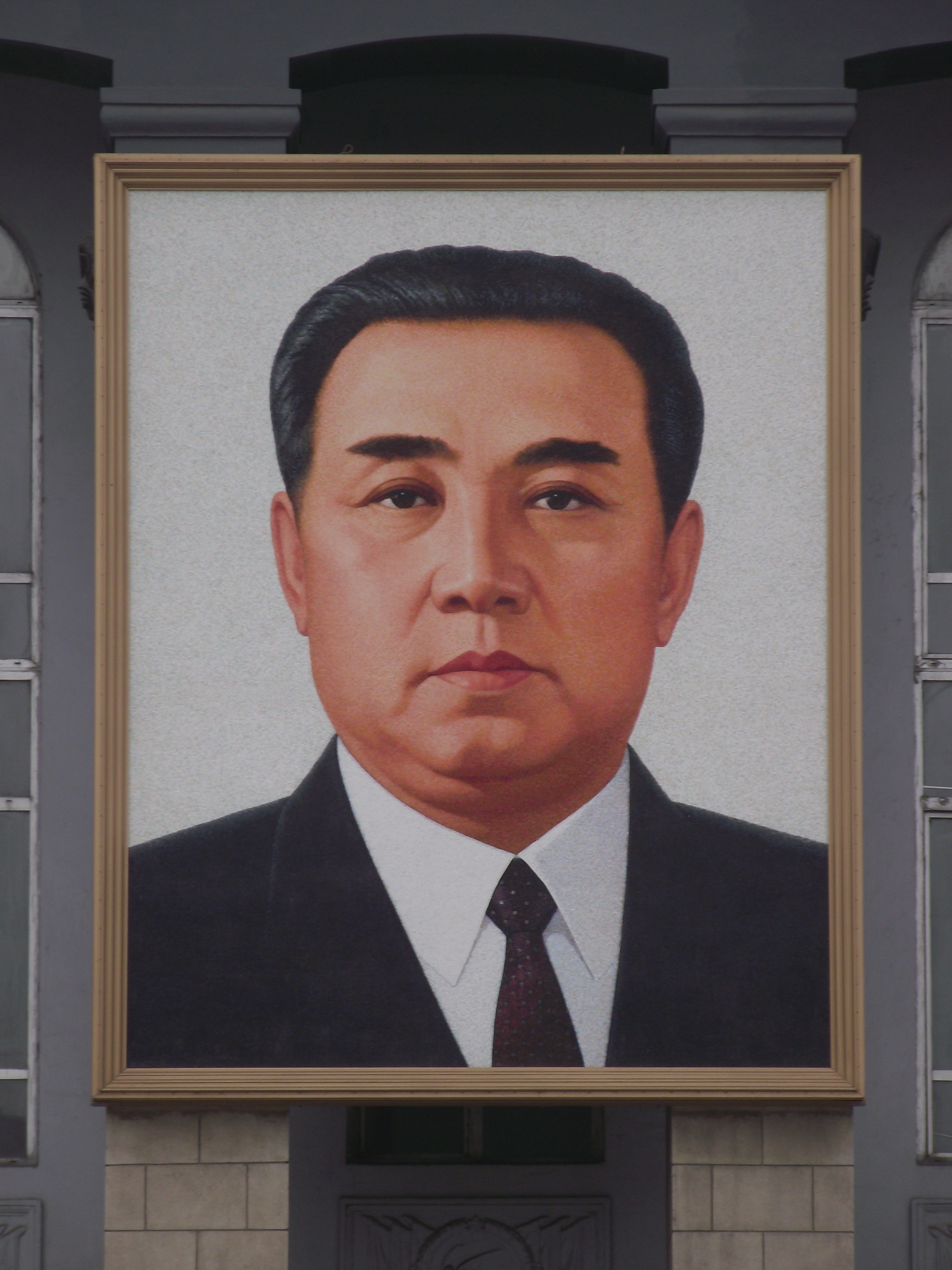
金日成广场上的金日成标准像

今天，这些画像在朝鲜无处不在。关于肖像的显示和维护的规则很复杂。这些肖像应该挂在住所最突出的墙壁上，肖像上不得悬挂任何物品（建议置于客厅）。必须保持清洁，且不得偏离中心。一切不尊重领导者形象的行为在朝鲜皆为犯罪（亦适用于报纸上的肖像）。损坏肖像会引来调查，如果情况属实，会招致处罚。据报道，有人由于未能正确悬挂肖像而被劳改一日。即使在紧急情况下，也要保护肖像。忽略照像被仍被当作相当轻微的罪行，因此，这是人们在批判会中的常见话题。在金日成统治时期，每月都会抽检肖像，但人民班有时会在抽检前预先给居民通风报信。
当朝鲜居民迁居时，必须先悬挂肖像。肖像通常悬挂在墙上，且一般置于最高处并呈斜角放置。一些家庭每天早晚向肖像鞠躬，说问候 （非强制）。当朝鲜家庭哀悼死者时，将遵照礼节向死者问候和进贡（必须在两幅肖像得到相同待遇后）。画像通常由成人（通常是家庭主妇）清理。他们每天早晨擦拭画像。有时，肖像下有一个盒子，里面放着一块用于除尘的專用白布，不得用于其他目的。
除住所、办公室、工厂、商店、医院、教室和图书馆外需要悬挂肖像外，船甲板和火车头亦须悬挂。在公共建筑中，它们放置在主要入口的上方。所有肖像都由萬壽臺創作社制作。它们以玻璃上釉并且以木材框架包围。

## 维护

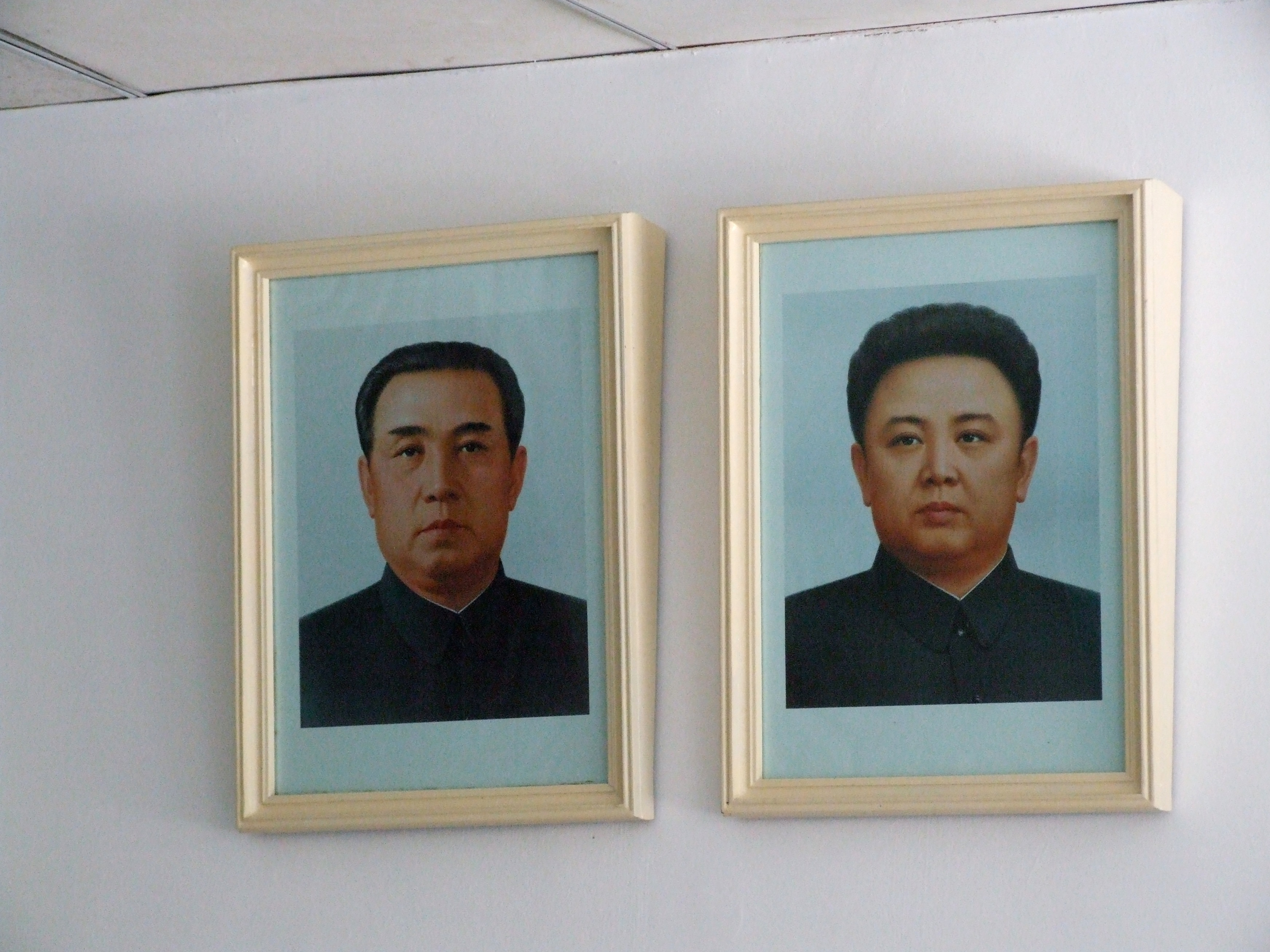
1970年代和1980年代使用的金日成和金正日肖像

朝鲜人拯救领导人画像免于破坏的故事在朝鲜媒体上流传了数十年且广受民间传播。例如2007年，一名工厂工人从被淹的建筑中救出了他的领袖肖像和五岁的女儿。当他被水压倒时，他放开女儿，但设法抓住了领袖肖像。此类壮举可显著纯化其出身成分。保护肖像是基于对《確立黨的唯一思想體系十大原則》的任意解释。

## 金正恩肖像
2024年5月22日，北韓通過朝鮮勞動黨黨校竣工的報道，首度公開金日成、金正日和金正恩三幅肖像並列的照片。韓聯社引述南韓統一部官員的觀點，認爲北韓已經將金正恩的地位置於與金日成與金正日生前的地位一致的水平上，同時亦能加快樹立金正恩個人崇拜形象的進程，強化北韓個人崇拜顯現金正恩作爲新時代朝鮮精神領袖的領導地位。韓聯社亦做出預測：北韓政府會在先前宣傳主體思想與金日成金正日主義的基礎上，加碼對「金正恩革命思想」的宣傳。
根據每日北韓的報道，朝鮮勞動黨黨員幹部與北韓的普通民衆，在看待金正恩肖像畫的態度上呈現兩極分化的態勢。對於朝鮮勞動黨黨員幹部，他們認爲北韓將金正恩肖像畫公佈，並與金日成金正日肖像畫一起懸掛，是一件水到渠成的事情。甚至於在報道當中有朝鮮勞動黨黨員幹部聲稱金正恩「有挽留肖像畫工作」，背後的原因是因爲北韓的前代思維定勢認爲在金正恩過於年輕的時候，就將金正恩肖像畫與金日成金正日肖像畫一同懸掛，是一件不合周禮的事情。反觀北韓的普通民衆，他們對金正恩肖像畫釋出持驚愕態度，並且如果是朝鮮勞動黨沒有關聯與能夠接觸到境外資訊的北韓黎民百姓，在數量對金正恩的偶像化行爲與北韓的世襲專政持否定態度。同時，每日北韓引述平安北道的消息人士所言，稱由於朝鮮勞動黨中央黨校首開先例將金正恩肖像畫懸掛，因此北韓其他地方的朝鮮勞動黨黨校亦會緊隨步伐，懸掛金正恩肖像畫。

## 特制肖像
除了标准肖像外，还有一些例外。其一是叙利亚的礼物，以阿拉伯书法绘制，位于國際友誼展覽館的金日成肖像（作品名：《不结盟运动是我们时代的强大反帝国主义革命力量》）。起碼在平壤，最大的金日成肖像有15×11米（165平方米），并于1990年代悬挂在平壤第一百货商店。

### 引用
1. ↑  . 朝鮮中央通訊社. 2024-05-22  [2024-05-24]. （原始内容存档于2024-05-23）.
2. 1 2 3 4 5 6  Lankov 2015，第35頁.
3. 1 2 3 4 5 6 7 8 9  Lankov 2007，第26頁.
4. ↑  Cha 2012，第79頁.
5. ↑  Cha 2012，第79, 87頁.
6. 1 2 3 4  Lankov 2015，第53頁.
7. 1 2 3  Do et al. 2015，第238頁.
8. ↑  平壤外文出版社译者; 平壤外文出版社. . 平壤. : 79–80.
9. ↑  . NK News. 2018-09-13  [2018-09-15]. （原始内容存档于2021-05-21）.
10. ↑  . Channel NewsAsia. 2018-11-06  [2018-11-18]. （原始内容存档于2018-11-29）.
11. 1 2 3  Lankov 2007，第27頁.
12. 1 2 3  Hunter, Helen-Louise. . Westport: Praeger Publishers. 1999: 16  [2021-05-21]. ISBN 978-0-275-96296-8. （原始内容存档于2023-02-20）.
13. ↑  Cha 2012，第8頁.
14. 1 2 3 4  Portal 2005，第87頁.
15. 1 2  Lankov 2015，第36頁.
16. ↑  Lankov 2015，第42–44頁.
17. ↑  Senker, Cath. . New York: The Rosen Publishing Group. 2012: 12. ISBN 978-1-4488-6072-2.
18. 1 2 3  Kwon, Heonik; Chung, Byung-Ho. . Lanham: Rowman & Littlefield Publishers. 2012: 143. ISBN 978-1-4422-1577-1.
19. 1 2  Do et al. 2015，第237頁.
20. ↑  Lankov 2015，第44頁.
21. ↑  . 民視新聞. 2024-05-22  [2024-05-24].
22. ↑  . 韓聯社. 2024-05-22  [2024-05-24]. （原始内容存档于2024-05-23）.
23. ↑  . 韓聯社. 2024-05-23  [2024-05-23]. （原始内容存档于2024-05-23）.
24. ↑  . 每日北韓. 2024-05-28  [2024-05-29]. （原始内容存档于2024-05-28）.
25. ↑  Portal 2005，第95頁.